# Алаэддин-паша
Алаэдди́н-паша́ (тур. Alaeddin Paşa), или Алаэдди́н-бей (тур. Alaeddin Bey; ум. 1333), — по османской легенде сын Османа I и дочери шейха Эдебали Бала-хатун. В османском династическом мифе его личность слилась с личностью первого османского визиря Алаэддина-паши Кемаледдиноглу.

## Биография
Сын Османа Алаэддин упоминается в собственном вакуфнаме от 1333 года. В некоторых источниках сына Османа называют Эрдэн Али (Ибн Тагриберди и Ибн Хаджар) или же просто Али. Согласно легенде, Алаэддин и будущий правитель Османского бейлика Орхан Гази родились от одной матери — Балы-хатун, дочери шейха Эдебали.
Существуют разногласия по поводу того, считать ли Алаэддина младшим или старшим братом Орхана. Большинство источников называют Орхана младшим братом Алаэддина. Тем не менее и версия, что Алаэддин был младшим, имеет сторонников. До смерти деда Эртогрула он оставался рядом с шейхом Эдебали в районе Биледжика, а часть времени рядом с Османом в Енишехире.
По преданию командующим армией в бейлике при жизни Османа был Орхан, однако известно, что командующим армией как минимум в одной битве — между Орханом Гази и византийским императором Андроником III в Малтепе — был Алаеддин.
Согласно рассказам хроник XV—XVI веков после смерти отца в 1326 году Алаэддин претендовал на место вождя, но Орхан пришёл к власти благодаря союзу с вождями Ахи, которые на совете племени проголосовали за него. Во избежание гражданской войны Алаэддин не стал возражать и принял предложение стать визирем при своём брате. Некоторое время Алаэддин командовал войском кайы, но затем ушёл в отставку и уехал в своё поместье, расположенное в Котре (или Кудре). Х. Хусам аль-Дин выдвинул предположение, что в действительности два брата были соперниками за лидерство, и что этот факт был преднамеренно искажён в османской исторической традиции, поскольку Ибн Тагрибирди и Ибн Хаджар писали, что «Эрдэн Али наследовал своему отцу».
Административная деятельность Алаеддина-бея была по преданию связана с военной организацией. По преданию, Алаэддин некоторое время занимал пост визиря и главнокомандующего, его вакуфнаме 1333 именует его с титулами, которые соответствуют военной должности. В период командования армией Алаэддин, якобы, ввёл шапку из белого войлока для солдат, чтобы отличать в бою османского солдата от солдат других анатолийских княжеств, носивших красные головные уборы. Впервые он и Чандарлы Кара Халил-паша инициировали создание постоянной пехоты у османов (Яя). Поздние авторы приписывают ему и организацию дивана, и начало чеканки османских денег.
Османский историк М. Рашид (1670—1735) писал, что сын Османа Алаэддин-паша умер в 1333 году в замке Бига и был похоронен в тюрбе Орхана I в Бурсе. Различные свидетельства об обстоятельствах его смерти у поздних авторов (таких как Нишанджи и Белиги) не заслуживают доверия.
Алаэддин-паша основал текке в квартале Кукуртли (Бурса) и две мечети, хотя нет уверенности, что речь об Алаэддине, сыне Османа, а не о визире Алаэддине.

## Критика легенды
По легенде первым визирем Османского бейлика был сын Османа Алаэддин-паша. Однако по мнению И. Х. Узунчаршилы ранние османские историки путали Алаэддина-пашу, сына Хаджи Кемаледдина, и Алаэддина-бея, младшего сына Османа. Х. Хусам аль-Дин считал, что личность сына Османа слилась или была спутана с визирем Алаэддином, и сын Османа Алаэддин был командующим, но никогда не был визирем. В вакуфнаме Аспорчи 1323 года визирь Алаэддин упомянут как сын Хаджи Кемаледдина, поэтому он не мог быть сыном Османа. Историк Э. Алдерсон указывал, что не следует путать Алаэддина, сына Османа, и Алаэддина, визиря, жившего в то же время.
Мал-хатун, дочь шейха Эдебали, которая, якобы, была матерью Алаэддина и Орхана, в вакуфном документе Орхана от 1324 года упомянута как дочь некоего Омар-бея. Кроме того, даже те современные историки, которые считают, что у Османа действительно был сын Алаэддин, называют его матерью другую жену Османа, Рабию.
В последнее время появилась точка зрения, по которой все события и все люди, упоминающиеся в нарративных источниках о начальных веках становления империи, исключительно легендарны. Согласно этой версии сын Османа Алаэддин — вымышленный персонаж. Согласно османисту Колину Имберу, Алаэддин — это лишь часть легенды об Османе, и нет доказательств существования такого сына у Османа. Имбер указывает, что сын Османа, не являющийся Орханом, впервые упоминается лишь у историка XVI века Орудж-бея и в Анонимной хронике дома Османов того же времени. Они же позаимствовали этот рассказ из несохранившейся хроники Яхши Факыха (сына имама при Орхане), написанной в 1422/23 году. Однако все эти ранние хроники называли второго сына Османа «Али-паша». «Алаэддин, сын Османа» впервые появился в хронике Ашик-паша-заде, изложившего тот же рассказ, что и Орудж-бей. Колин показал, что рассказ про Али-пашу является поздним включением в текст хроник.

### Потомки
В регистрационных земельных книгах за 1522 год и у историков Нешри и Ашикпашазаде упоминаются его потомки, хотя нет уверенности, что и здесь не произошло путаницы. Якобы, Алаэддин был женат на дочери Балада, у них был сын:
- сын
  - Хызыр
    - Мехмед
      - Ибрагим
        - Шейхи
          - Таджи-хатун

        - Айше-хатун

      - Паша-хатун